# رايلي ساجر
تود ريتر، المعروف أيضًا باسم رايلي ساجر وآلان فين، هو مؤلف روايات تشويق وخيال أمريكي، صدر له عده روايات تُرجمت للعربية.

## من مؤلفاته المترجة للغة العربية
- رواية: «الناجيات الأخيرات».[3]
- رواية: «اقفل كل باب».[4]

## روابط خارجية
- الموقع الرسمي: www.rileysagerbooks.com